# Триплет (Секретные материалы)
«Триплет» (англ. «Three of a Kind») — 20-й эпизод 6-го сезона сериала «Секретные материалы». Премьера состоялась 2 мая 1999 года на телеканале FOX. Эпизод принадлежит к типу «монстр недели» и не связан с основной «мифологией сериала», заданной в первой серии. Режиссёр — Брайан Спайсер, автор сценария — Винс Гиллиган, приглашённые актёры — Том Брэйдвуд, Дин Хэглунд, Брюс Харвуд, Сайни Коулмэн, Чарльз Роккет, Джон Биллингсли, Джим Файф, Джефф Баузер, Джейсон Фелипе, Фил Абрамс, Брайан Редди, Ричард Зобель, Майкл Маккин, Калена Коулмэн, Рик Гарсиа, Джордж Шарперсон.
В США серия получила рейтинг домохозяйств Нильсена, равный 8,2, который означает, что в день выхода серию посмотрели 12,9 миллиона человек.
Главные герои серии — Фокс Малдер (Дэвид Духовны) и Дана Скалли (Джиллиан Андерсон), агенты ФБР, расследующие сложно поддающиеся научному объяснению преступления, называемые Секретными материалами.
Эпизод «Триплет» является продолжением эпизода «Необычные подозреваемые» из пятого сезона и окончанием истории Одиноких стрелков и Сюзанны Модески. В то время как Малдер играл вспомогательную роль в эпизоде «Необычные подозреваемые», в «Триплете» концепция изменилась, Одиноким стрелкам помогает Скалли.

## Сюжет
В данном эпизоде Одинокие стрелки работают на загадочную Сюзанн Модески. Обманом присоединив Скалли к своим планам, троица вскоре узнает, что жених Сьюзан планирует использовать свой новый препарат, промывающий мозги для политических убийств.